# NASDAQ Financial-100
NASDAQ Financial-100 — специализированный биржевой индекс, управляемый NASDAQ и следующий за акциями в индексе финансовых услуг. Он был создан в 1985 году как родственный индекс более широко используемого индекса NASDAQ-100. Этот индекс, разработанный NASDAQ, отслеживает компании, которые занимаются банковским делом, страхованием, ипотекой и торговлей ценными бумагами. У него также есть биржи между его компонентами, включая саму NASDAQ. .

## Условия включения
Чтобы претендовать на членство в индексе, необходимо соответствовать следующим стандартам:
Он должен участвовать в одной из следующих категорий: банковское дело, страхование, торговля ценными бумагами, брокерские услуги, ипотека, взыскание долгов и недвижимость.
Он должен быть выдержан на NASDAQ в течение трех месяцев.
Он должен быть актуальным в отношении документов SEC.
Он не может быть банкротом.
Если компания имеет несколько классов акций, будут включены все классы, соответствующие минимальным стандартам рыночной капитализации. Однако на данный момент все компании в индексе имеют только один класс акций в этом индексе.
В отличие от индекса NASDAQ-100, здесь нет требований к минимальному весу и минимальному объёму.
Как и NASDAQ-100, индекс перебалансируется ежегодно, но в июне. Компоненты, входящие в топ-100 финансовых компаний, могут оставаться в индексе. Если компонент находится между позициями со 101 по 125, ему дается год, чтобы попасть в топ-100 подходящих акций; если он не может соответствовать этому стандарту, акции сбрасываются. Любой компонент, который не входит в число 125 лучших на момент ребалансировки, отбрасывается. Все вакансии, в том числе те, которые открываются всякий раз, когда корпоративное действие делает компонент неприемлемым в результате приобретения или исключения из списка, заполняются компонентом с наивысшим рейтингом, не включенным в индекс. В отличие от NASDAQ-100, где изменения объявляются заранее, изменения в NASDAQ Financial-100 не публикуются NASDAQ.

## Компоненты
Список дан по состоянию на 2015 год, более современную версию можно найти по ссылке
1. 360 DigiTech
2. AGNC Investment
3. American National Insurance Company
4. Ameris Bancorp
5. Arch Capital Group Ltd.
6. Atlantic Union Bankshares
7. B. Riley Financial
8. BancFirst
9. Bank OZK
10. Banner Corporation
11. BOK Financial Corporation
12. Brighthouse Financial, Inc.
13. Capitol Federal Financial, Inc
14. Cathay General Bancorp
15. Cincinnati Financial Corporation
16. CME Group, Inc.
17. Coinbase
18. Columbia Banking System
19. Columbia Financial
20. Commerce Bancshares, Inc.
21. Credit Acceptance Corporation
22. CVB Financial
23. East West Bancorp, Inc.
24. Eastern Bankshares
25. eHealth, Inc
26. Enstar Group
27. Erie Indemnity Group
28. Fifth Third Bancorp
29. First Citizens Bancshares, Inc
30. First Financial Bancorp
31. First Financial Bankshares
32. First Hawaiian, Inc.
33. First Merchants Corporation
34. FirstCash
35. Focus Financial Partners
36. Fulton Financial Corporation
37. Futu
38. Glacier Bancorp, Inc.
39. Goosehead Insurance
40. Hamilton Lane
41. Hancock Whitney
42. Heartland Financial USA
43. Huntington Bancshares Incorporated
44. Independent Bank Corp
45. Independent Bank Group
46. Interactive Brokers
47. International Bancshares Corporation
48. Investors Bancorp, Inc.
49. Kinsale Capital Group
50. LendingTree, Inc.
51. Live Oak Bancshares
52. LPL Financial Holdings Inc.
53. MarketAxess Holdings, Inc.
54. Morningstar, Inc.
55. Nasdaq, Inc.
56. Navient Corporation
57. NMI Holdings
58. Northern Trust Corporation
59. Old National Bancorp
60. Open Lending
61. Opendoor Technologies
62. Pacific Premier Bancorp
63. PacWest Bancorp
64. Pinnacle Financial Partners, Inc.
65. Popular, Inc.
66. Principal Financial Group
67. Renasant Corporation
68. Sandy Spring Bancorp
69. Seacoast Banking Corporation of Florida
70. SEI Investments Company
71. Selective Insurance Group
72. Signature Bank
73. Simmons First National Corporation
74. SLM Corporation
75. South State Corporation
76. SVB Financial Group
77. T. Rowe Price Group, Inc.
78. Texas Capital Bancshares, Inc.
79. TFS Financial
80. The Carlyle Group
81. Towne Bank
82. Tradeweb Markets
83. Triumph Bancorp
84. Trupanion
85. Trustmark Bank
86. UMB Financial Corporation
87. Umpqua Holdings Corporation
88. United Bankshares, Inc.
89. United Community Banks, Inc.
90. Upstart Holdings
91. Valley National Bancorp
92. Virtu Financial
93. Virtus Investment Partners
94. Washington Federal, Inc.
95. WesBanco, Inc.
96. Westamerica Bancorporation
97. Wintrust Financial Corporation
98. WSFS Financial Corporation
99. XP Inc.
100. Zions Bancorporation